# Carl Lampert
Carl Lampert (9 de enero de 1894 Göfis, Feldkirch, Austria-Hungría - 13 de noviembre de 1944 Halle, Sajonia, Alemania nazi) fue un sacerdote católico austríaco que se destacó como vicario de la diócesis de Feldkirch, además de ser un crítico abierto del nazismo durante la Segunda Guerra Mundial. Esto lo llevó a tener una vigilancia estrecha en su contra y diversos eventuales arrestos, que culminó con su arresto en 1943 con su ejecución por decapitación en 1944 junto con otro prisionero cristiano. Fue beatificado en 2011. Fue declarado mártir ("in odium fidei") por odio a la fe, y beatificado el 13 de noviembre de 2011 en Austria, misma que presidió el cardenal Angelo Amato en nombre del Papa Benedicto XVI, quien había aprobado la causa.

## Vida
Lampert fue el último de siete hijos de María Rosina Lampert y Franz Xavier Lampert. Asistió a la escuela en su ciudad natal y a la secundaria estatal después de completar sus primeros estudios; la muerte de su padre pareció poner en peligro esto, pero un tío suyo le brindó ayuda financiera en un esfuerzo por ayudar a Lampert a través de su educación.

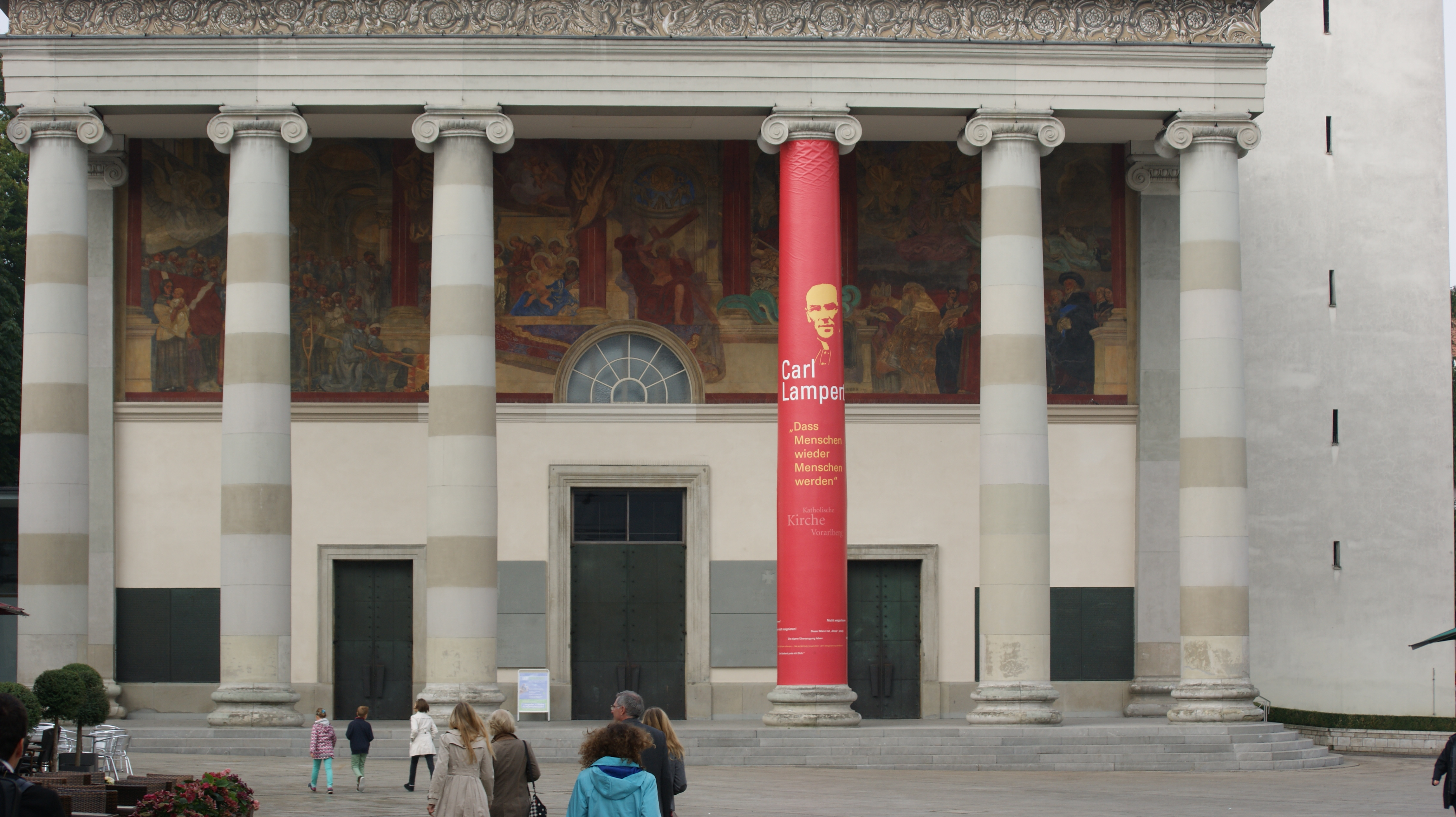
Remembranza sobre Carl Lampert

Lampert comenzó sus estudios para el sacerdocio es 1914 es Brixen y recibió su ordenación sacerdotal por parte del obispo Franz Eggar el 12 de mayo de 1918 durante la Primera Guerra Mundial; tuvo su primera misa el 26 de mayo de 1918. Después de su ordenación, trabajó como capellán en Dornbirny participó en la labor pastoral con los adolescentes. En 1930 se trasladó a Roma con el apoyo financiero del obispo Segismundo Waitz para estudiar derecho canónico y se trasladó a una nueva sede en el Colegio Teutónico de Santa María de Anima hasta 1935 como secretario de la Rota Romana. El Papa Pío XI lo nombró posteriormente monseñor en 1935. 
El 1 de octubre de 1935 fue destinado a la diócesis de Innsbruck, donde Waitz quería que desempeñara varias tareas administrativas. Por esta época se le consideró el nuevo obispo de la diócesis, pero Pío XI no lo eligió; en cambio, fue nombrado vicario de esa diócesis el 15 de enero de 1939. En 1940 intentó en vano conseguir la liberación de Otto Neururer y, cuando fue asesinado, Lampert publicó un obituario en un boletín de la iglesia para él. Sin embargo, fue arrestado por violar las leyes de confidencialidad nazis y deportado a Dachau el 25 de agosto de 1940. Luego fue enviado a Sachsenhausen en Berlín el 1 de septiembre de 1940, donde lo obligaron a trabajos forzados en un penal. Un dicho popular suyo, mientras estuvo allí, fue "en el nombre de Cristo para la Iglesia." Lo enviaron de regreso a Dachau el 15 de diciembre de 1940 y permaneció allí durante ocho meses antes de ser liberado el 1 de agosto de 1941 y enviado a Stettin. A pesar de ser liberado, fue puesto bajo intensa vigilancia y mirado con mucha sospecha; sus llamadas telefónicas fueron intervenidas y toda la correspondencia fue leída. Continuó trabajando como pastor pero también trabajó como capellán de un hospital.

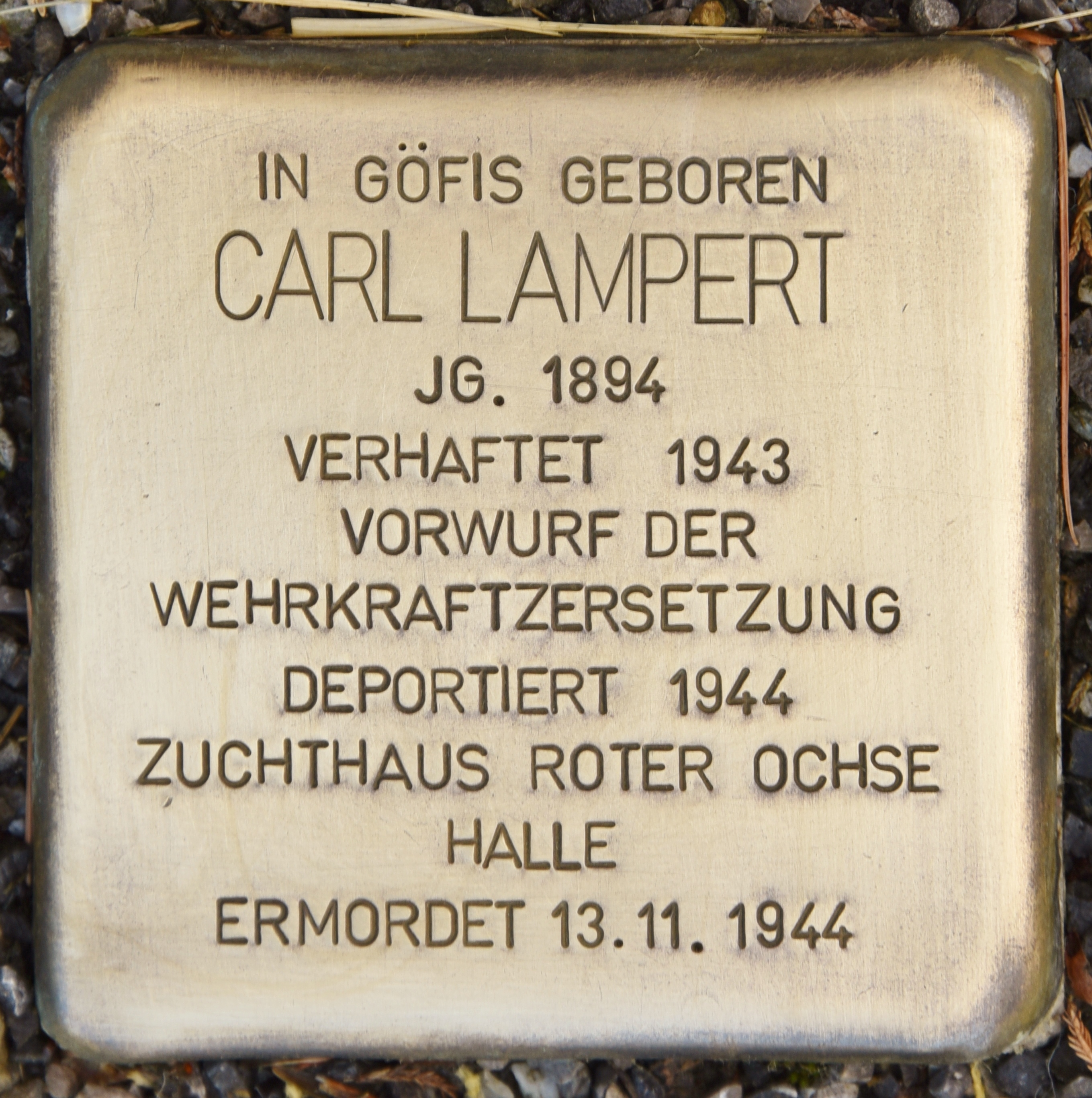
Placa conmemorativa sobre Carl Lampert

Lampert fue arrestado por última vez el 4 de febrero de 1943 y soportó intensos interrogatorios y también fue torturado. Fue declarado culpable de traición y sedición el 30 de diciembre de 1943 y fue enviado a Torgau 14 de enero de 1944, donde pasó siete meses en régimen de aislamiento. Un tercer juicio le impuso la pena de muerte el 8 de septiembre de 1944. Lampert, junto con un compañero sacerdote, fue ejecutado en la guillotina el 13 de noviembre de 1944 a las 16.00 horas. Sus restos fueron incinerados en Halle Sajonia y devueltos a su ciudad natal en 1948.

## Beatificación
El proceso de beatificación comenzó el 5 de septiembre de 1997 bajo el Papa Juan Pablo II y otorgó a Lampert el título de Siervo de Dios. El proceso diocesano se extendió del 1 de octubre de 1998 al 18 de noviembre de 2003 y tuvo que determinar los hechos sobre si Lampert murió o no por odio a su fe cristiana. El proceso fue validado el 14 de marzo de 2008 y permitió redactar la Positio que documenta su vida y las razones de su muerte por odio a la fe, que fue presentada a la Congregación para las Causas de los Santos en 2009.
El 27 de junio de 2011 se aprobó su beatificación cuando el Papa Benedicto XVI reconoció el hecho de que Lampert había sido asesinado en los campos por su fe. El cardenal Angelo Amato presidió la beatificación en Dornbirn, Vorarlberg, Austria en nombre del Papa el 13 de noviembre de 2011. El actual postulador asignado a la causa es Andrea Ambrosi.